# Monica Theodorescu
Monica Theodorescu, född den 2 mars 1963 i Halle-Westfalen, Tyskland, är en västtysk och därefter tysk ryttare.
Hon tog OS-guld i lagtävlingen i dressyr i samband med de olympiska ridsporttävlingarna 1996 i Atlanta.